# Vzpoura na lodi Amistad

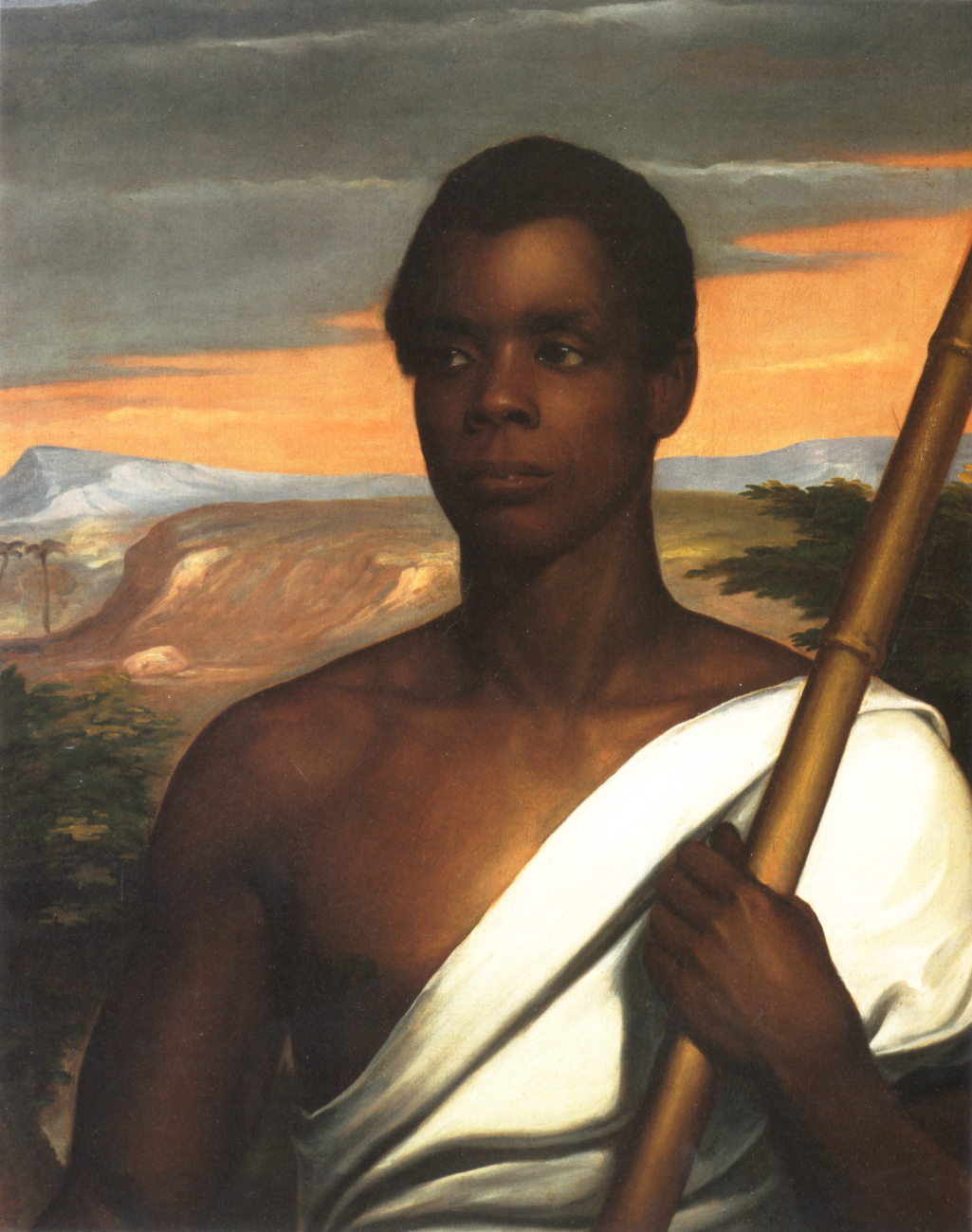
Vůdce vzbouřených otroků: Sengbe Pieh, neboli také Joseph Cinqué

Vzpoura na lodi Amistad byla vzpoura černých otroků proti posádce lodi španělského škuneru Amistad. Loď vyplula roku 1839 z Havany a mířila do jiného kubánského přístavu. Otroci se pod vedením muže Josepha Cinquea (1813? – 1880) vzbouřili a zavraždili kapitána s lodním kuchařem. Protože neovládali umění navigace, nechali naživu dva bílé muže a dali jim za úkol dopravit škuner do Afriky. Navigátoři ale loď nepozorovaně navedli severním směrem a po 50 dnech přistáli u pobřeží Long Islandu, byli zajati americkou válečnou lodí a transportováni do města New London v Connecticutu, kde byli Cinque a jeho druzi obviněni z pirátství a vraždy. Nejvyšší soud Spojených států je, po výmluvné obhajobě bývalého prezidenta Johna Q. Adamse, roku 1841 osvobodil s argumentem, že obchod s otroky je nelegální, a vzpoura proti otrokářům tak byla legitimní. Černoši pak byli na vlastní žádost odvezeni do Afriky.

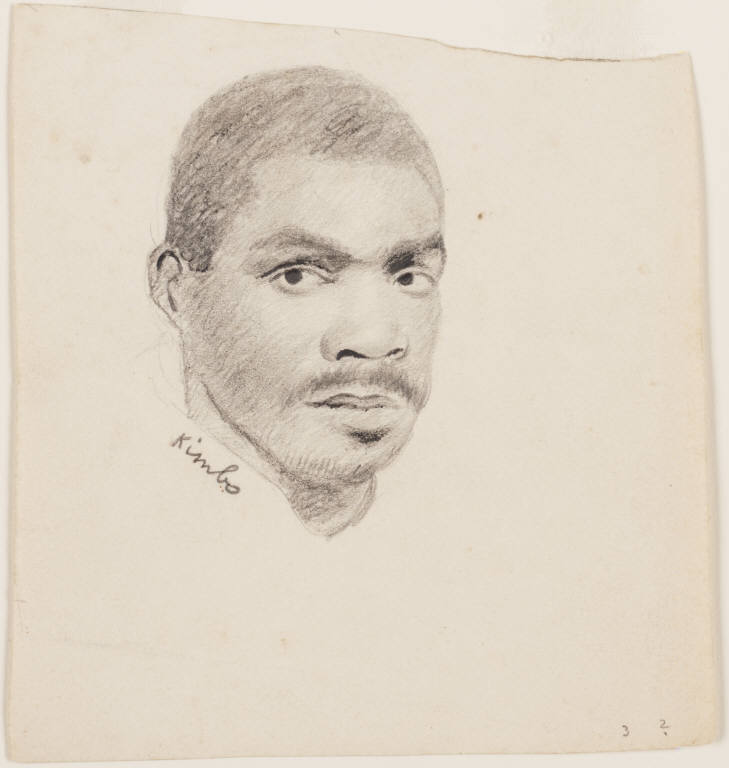
Portrét Kimba, jednoho ze vzbouřenců.